# CW Octantis
CW Octantis (CW Oct) es una estrella en la constelación de Octans, el octante, de magnitud aparente +6,05.
Visualmente se localiza a sólo 3,5º del polo sur celeste.
De acuerdo a la nueva reducción de los datos de paralaje de Hipparcos, se encuentra a 627 años luz de distancia del sistema solar.
CW Octantis es una estrella blanca de la secuencia principal de tipo espectral A2V.
Tiene una temperatura superficial de 9162 K —8800 K según otro estudio anterior— y una luminosidad 158 veces superior a la luminosidad solar.
Su diámetro, estimado mediante métodos indirectos, es 2,5 veces más grande que el diámetro solar.
Gira sobre sí misma con una velocidad de rotación proyectada —límite inferior de la misma— de 97 km/s.
Su masa es casi tres veces mayor que la masa solar y se piensa que está abandonando la secuencia principal.
Sus características físicas son casi idénticas a las de Chertan (θ Leonis) y, al igual que ésta, está entrando en la fase de subgigante.
CW Octantis es una variable Alfa2 Canum Venaticorum cuya variación de brillo es de apenas 0,02 magnitudes.
Estas variables, tipificadas por Cor Caroli (α2 Canum Venaticorum) y Alioth (ε Ursae Majoris), tienen campos magnéticos intensos y presentan líneas espectrales especialmente fuertes de algunos elementos.
Las variaciones en las líneas de CW Octantis pueden ser explicadas en términos de pulsaciones no-radiales, similares a las observadas en las llamadas «estrellas B pulsantes lentas» como 53 Persei.